# Schneiderbaude

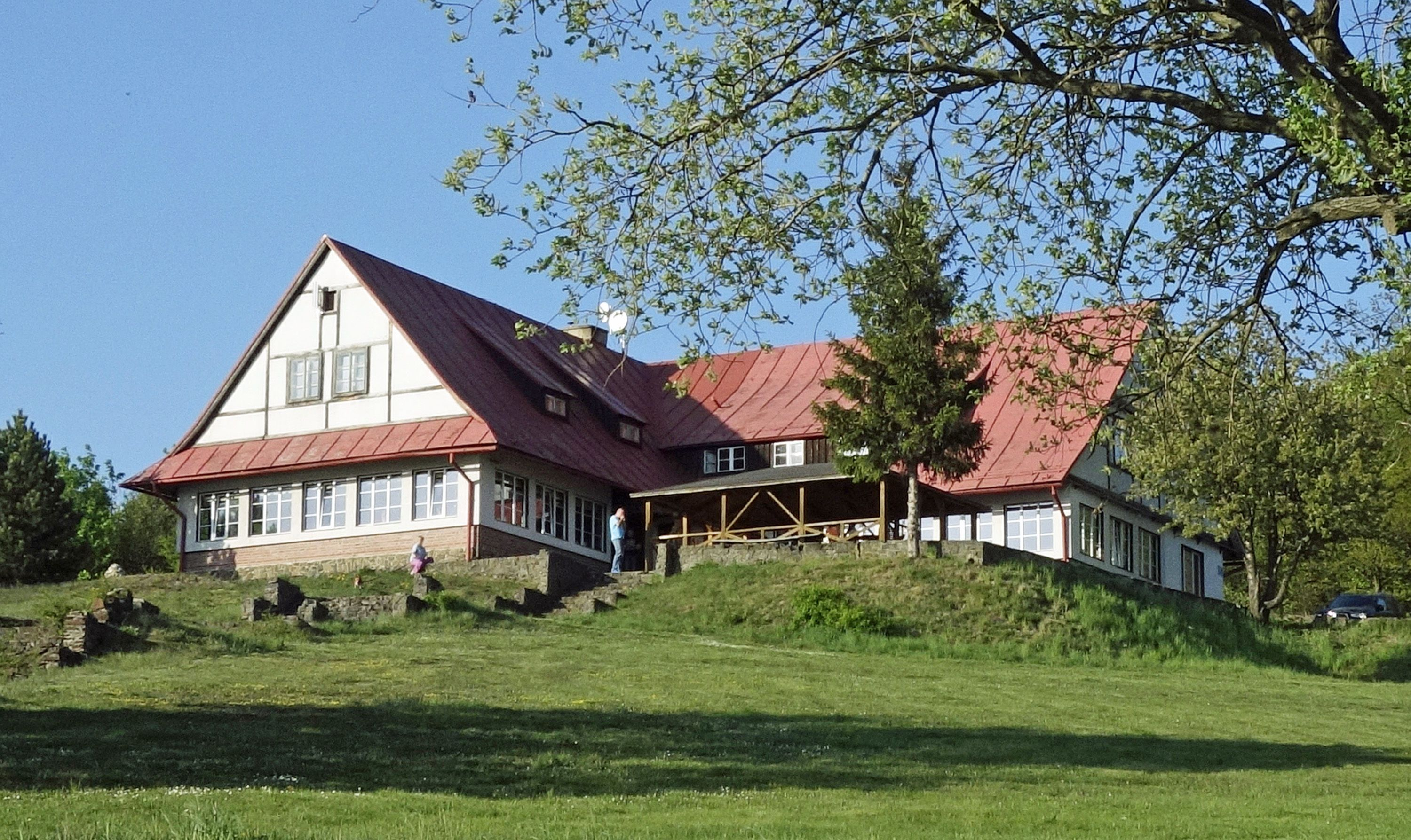
Die Schneiderbaude (2018)

Die Schneiderbaude  (polnisch Dom Krawca, vorher Zajazd Kukułka) ist eine Ausflugsgaststätte in der Nähe von Glatz (polnisch Kłodzko) im Powiat Kłodzki in der Woiwodschaft Niederschlesien in Polen.

## Lage und Beschreibung
Die Schneiderbaude liegt am Westhang des Überschaarberges (Obszerna, 573 m), einem südlichen Gipfel des Warthagebirges (Góry Bardzkie). Die Entfernung zum nördlich liegenden Königshain (Wojciechowice), zu dem sie adressenmäßig gehört (Nr. 112) und zum südlichen Neuhannsdorf (Jaszkówka) beträgt jeweils etwa einen Kilometer. Eine kurze Stichstraße zur Gaststätte zweigt von der Verbindungsstraße zwischen den beiden Orten ab. Zum Zentrum von Glatz ist die Gaststätte etwas über drei Kilometer entfernt. Ihre Höhenlage beträgt 460 m und damit etwa 150 m über der Stadt.

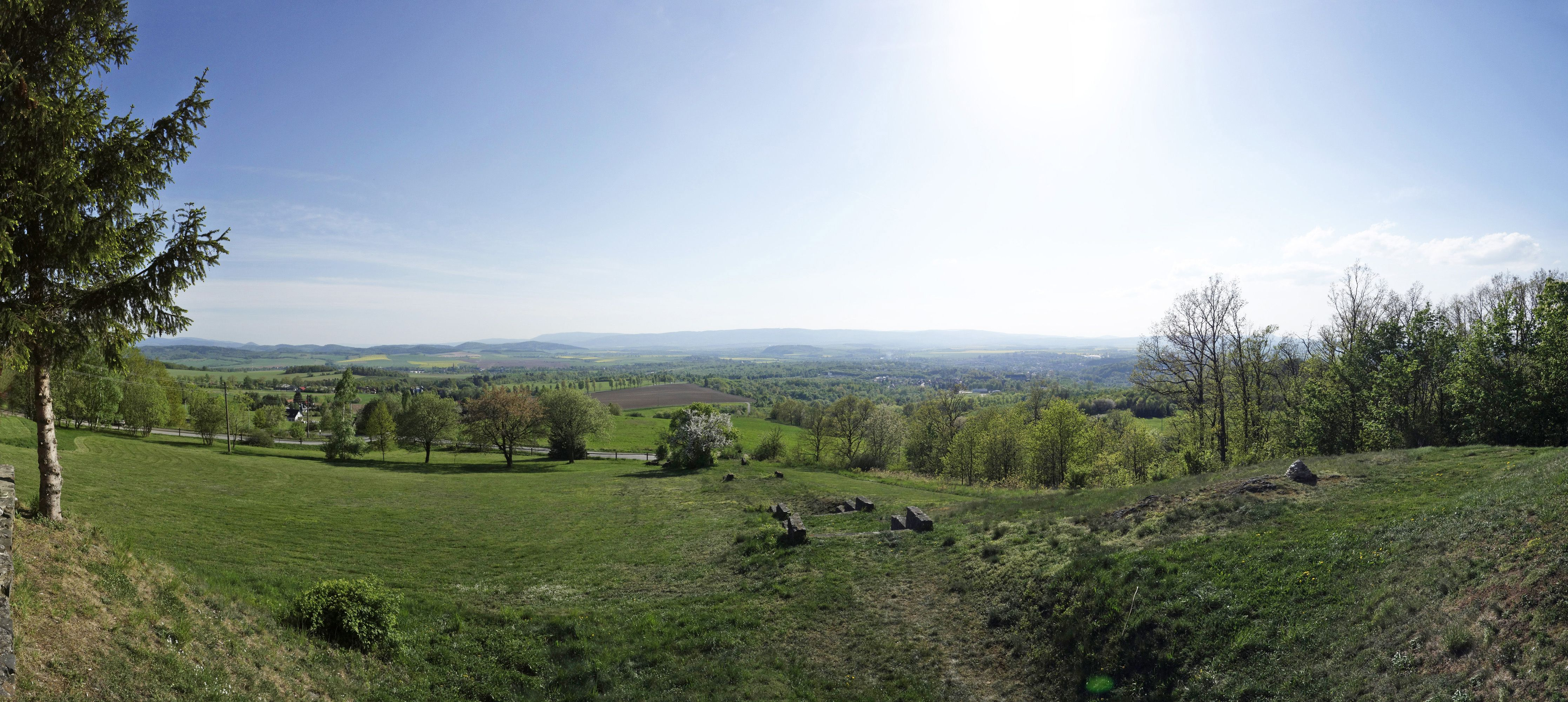
Aussicht von der Schneiderbaude

Die Schneiderbaude ist ein einstöckiges Gebäude mit einem ausgebauten Dachgeschoss. Der Grundriss ist winkelförmig, wobei einer der Schenkel den Gastraum bildet. Das blechgedeckte Satteldach kragt aus und findet am Giebel eine entsprechende Fortsetzung nach Art des Klebdachs. Das Dach besitzt Schleppgauben.
Im Gebäudewinkel befindet sich ein überdachter Freisitz, der nach Westen und Süden eine weite Fernsicht über den Glatzer Kessel bis zum Habelschwerdter Gebirge (Góry Bystrzyckie) und den südlichen Ausläufern des Glatzer Schneegebirges (Masyw Śnieżnika) bietet. In der Nähe der Gaststätte steht ein Funkmast.

## Geschichte

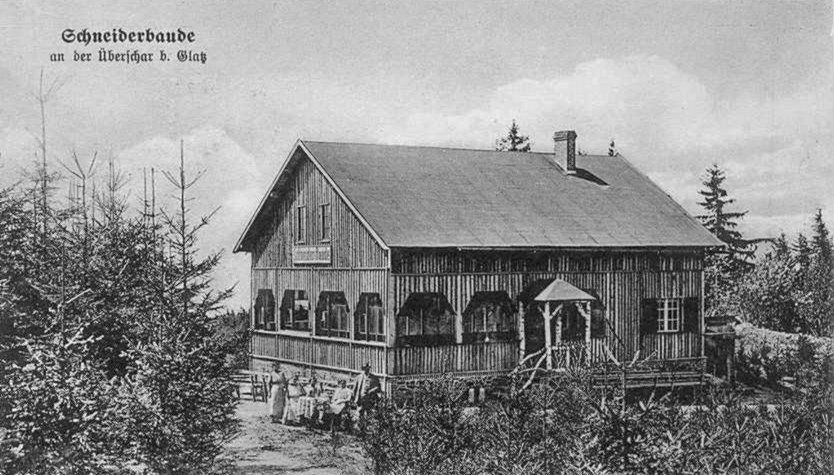
Der Vorgängerbau (um 1900)

1898 wurde an der Stelle der Schneiderbaude eine gastronomische Einrichtung erbaut. Sie gehörte der Josephtaler (Jóźwików, heute zu Neuhannsdorf gehörig) Familie Schneider – daher der Name der Baude. Es war ein einstöckiges Holzgebäude mit einem  Satteldach. Eine Giebelseite und jeweils die halben Längsseiten waren als Veranda ausgebildet.
1938 wurde die neue, heutige Schneiderbaude nach Plänen des Glatzer Architekten Gerhard Ferche errichtet.